# Grain From Ukraine
Grain From Ukraine (укр. Зерно з України) — гуманітарна продовольча програма, офіційно запущена 26 листопада 2022 року, в 90-ті роковини початку Голодомору 1932–1933 років, президентом України Володимиром Зеленським для постачання збіжжя до найбідніших країн Африки. Програма передбачає забезпечення зерном щонайменше 5 мільйонів людей до кінця весни 2023 року.

## Історія створення
Вперше програму Grain From Ukraine було згадано у виступі Зеленського на саміті G20. За його словами, згідно із програмою, Україна вирішила спрямувати частину зібраної пшениці, що йшла на експорт, на закупівлю для тих африканських країн, де вже зараз існують проблеми голоду. Частину експортного зерна можуть викупити держави-учасники проєкту. Україна постачатиме його до бідних африканських країн.
Як наголосив керівник Офісу Президента Андрій Єрмак, міжнародні партнери зможуть одночасно підтримати українську економіку у складній ситуації та допомогти бідним країнам Африки.
26 листопада 2022 року, в 90-ті роковини початку Голодомору 1932–1933 років, програму офіційно запущено.

## Опис
У рамках ініціативи близько 60 кораблів з українським зерном планують відправити до середини наступного року в деякі з найбідніших країн Африки. Одне судно, профінансоване Німеччиною, вже відправилося в Ефіопію. Збіжжя також планують спрямувати з Одеського порту до таких "гуманітарних гарячих точок" як Судан, Ємен і Сомалі.
Зерно для перших двох кораблів Україна закупила сама за рахунок державних коштів, а фрахт оплатили Німеччина та Японія. Для інших суден збіжжя купуватимуть за рахунок інших країн. Зокрема, Агентство США з міжнародного розвитку (USAID) вже погодилося надати до 20 мільйонів доларів на цю ініціативу. Міністр закордонних справ Великої Британії Джеймс Клеверлі також оголосив про виділення додаткових коштів на програму під час свого візиту в Україну 25 листопада 2022 року.

## Учасники
- НАТО
- Європейський Союз
- ООН
- Австрія
- Бельгія
- Болгарія
- Велика Британія
- Греція
- Естонія
- Ірландія
- Іспанія
- Італія
- Катар
- Латвія
- Литва
- Нідерланди
- Німеччина
- Норвегія
- Польща
- Португалія
- Румунія
- Словенія
- США
- Туреччина
- Угорщина
- Фінляндія
- Франція
- Хорватія
- Чехія
- Швейцарія
- Швеція
- Південна Корея
- Японія